# Время-не-ждёт (телефильм)
«Время-не-ждёт» — советский телевизионный двухсерийный приключенческий фильм, снятый в 1975 году по мотивам одноимённого романа Джека Лондона.

## Сюжет
Конец XIX века. Элам Харниш по прозвищу Время-не-ждёт — успешный предприниматель, заработавший своё довольно большое состояние на золотоискательстве на Аляске. Со временем он всё больше и больше становится циничным и бессердечным по отношению к другим людям. Находясь в цивилизованных городах Окленд и Сан-Франциско, он всё равно продолжает жить и действовать по «Закону джунглей», как и в своё время на Аляске, о которой он часто вспоминает. Одновременно он ухаживает за своей секретаршей Дид Мэссон, влюбляется в неё и делает ей предложние. Она отказывает ему, разочаровавшись в нём как в личности. В погоне за ещё бо́льшим богатством, славой и властью Элам в итоге разоряется и возвращается на Аляску.

## В ролях
- Юозас Будрайтис — Элам Харниш, Время-не-ждёт
- Михаил Матвеев — Луи, золотоискатель и друг Элама
- Виктор Плют — Ларри Хиган, бизнесмен
- Вайва Майнелите — Мадонна, девушка Элама на Аляске
- Ольга Барнет — Дид Мэссон, секретарша Элама
- Феликс Эйнас — Лон, золотоискатель
- Владимир Волчик — Беттлс, золотоискатель
- Николай Кузьмин — Кемпбелл, золотоискатель
- Борис Владомирский — Джек Кернс, золотоискатель
- Эммануил Виторган — Джек Уэстендейл, золотоискатель
- Вацлав Дворжецкий — Чарльз, прислуга Элама
- Харий Швейц — Олоф, золотоискатель на Аляске
- Михаил Васильев — золотоискатель на Аляске (нет в титрах)
- Александр Беспалый — золотоискатель, игрок в карты

## Съёмочная группа
- Авторы сценария: И. Корнев, по мотивам Джека Лондона.
- Режиссёр-постановщик: Виталий Четвериков
- Оператор-постановщик: Дмитрий Зайцев
- Художник-постановщик: Вячеслав Кубарев
- Композитор: Фарадж Караев

Премьера фильма по ТВ состоялась 15 января 1976 года. Песню «У судьбы в рукаве четыре туза» исполняет Александр Хочинский.